# Liste der Kulturdenkmäler in Kämmerzell
Die folgende Liste enthält die in der Denkmaltopographie ausgewiesenen Kulturdenkmäler auf dem Gebiet des Ortsteils Kämmerzell der  Stadt Fulda, Landkreis Fulda, Hessen.
Hinweis: Die Reihenfolge der Denkmäler in dieser Liste orientiert sich an der Anschrift, alternativ ist sie auch nach der Bezeichnung oder der Bauzeit sortierbar.
Kulturdenkmäler werden fortlaufend im Denkmalverzeichnis des Landes Hessen durch das Landesamt für Denkmalpflege Hessen auf Basis des Hessischen Denkmalschutzgesetzes (HDSchG) geführt. Die Schutzwürdigkeit eines Kulturdenkmals hängt nicht von der Eintragung in das Denkmalverzeichnis des Landes Hessen oder der Veröffentlichung in der Denkmaltopographie ab.

## Kämmerzell
| Bild                                      | Bezeichnung                               | Lage                                                               | Beschreibung                                                        | Bauzeit                        | Objekt-Nr. |
| ----------------------------------------- | ----------------------------------------- | ------------------------------------------------------------------ | ------------------------------------------------------------------- | ------------------------------ | ---------- |
| Bild gesucht BW                           | Gesamtanlage Ortskern                     | Lage                                                               |                                                                     |                                |            |
| Bild gesucht BW                           | Sandsteindenkmal                          | Auf der Pfingstweide LageFlur: 7, Flurstück: 93                    | Denkmal für den 1933 vom Blitz erschlagenen Bauern Valentin Jestädt | 1948                           |            |
| Bild gesucht BW                           | Bildstock                                 | Die Fischerbeete LageFlur: 18, Flurstück: 40                       |                                                                     | 1802                           |            |
| weitere Bilder                            | Edelsturm                                 | Edelsweg LageFlur: 7, Flurstück: 31                                |                                                                     | 14. Jahrhundert                |            |
| Bild gesucht BW                           | Fachwerkwohnhaus                          | Edelsweißstraße 1 LageFlur: 11, Flurstück: 15                      |                                                                     | 17. Jahrhundert                |            |
| Bild gesucht BW                           | Muttergottes                              | Edelsweißstraße 3 LageFlur: 11, Flurstück: 16                      |                                                                     | um 1900                        |            |
| Ehemaliges fürstlich-fuldisches Jägerhaus | Ehemaliges fürstlich-fuldisches Jägerhaus | Fischwerweg 2 LageFlur: 12, Flurstück: 39/5                        |                                                                     |                                |            |
| Bild gesucht BW                           | Hl. Josef                                 | Fischwerweg 6 LageFlur: 13, Flurstück: 4                           |                                                                     | um 1900                        |            |
| Bild gesucht BW                           | Pfarrhaus                                 | Godehardstraße 4 LageFlur: 11, Flurstück: 79                       |                                                                     | 19. Jahrhundert                |            |
| Bild gesucht BW                           | Heilige Familie                           | Godehardstraße 4 LageFlur: 11, Flurstück: 71                       |                                                                     | um 1900                        |            |
| Bild gesucht BW                           | Bildstock                                 | Handelsweg LageFlur: 12, Flurstück: 50/2                           |                                                                     | 1883                           |            |
| Bild gesucht BW                           | Bildstock                                 | Heckenziel LageFlur: 17, Flurstück: 18                             |                                                                     | 1820                           |            |
| Kreuzigungsgruppe                         | Kreuzigungsgruppe                         | Im Gollenfeld LageFlur: 15, Flurstück: 6                           |                                                                     | 1906                           |            |
| Bild gesucht BW                           | Hl. Godehard                              | Kämmerzeller Straße LageFlur: 11, Flurstück: 55/3                  |                                                                     | 1900                           |            |
| Bild gesucht BW                           | Fachwerkwohnhaus                          | Kämmerzeller Straße 3 LageFlur: 11, Flurstück: 59/1                |                                                                     | 18. Jahrhundert                |            |
| weitere Bilder                            | Fachwerkwohnhaus                          | Kämmerzeller Straße 3 LageFlur: 11, Flurstück: 59/1                |                                                                     | 18. Jahrhundert                |            |
| Bild gesucht BW                           | Fachwerkwohnhaus                          | Kämmerzeller Straße 5a LageFlur: 11, Flurstück: 60/1               |                                                                     | 1. Hälfte des 18. Jahrhunderts |            |
| Bild gesucht BW                           | Hofreite                                  | Kämmerzeller Straße 7 LageFlur: 11, Flurstück: 61/1                |                                                                     | 19. Jahrhundert                |            |
| Bild gesucht BW                           | Fachwerkwohnhaus                          | Kämmerzeller Straße 9 LageFlur: 11, Flurstück: 62/1                |                                                                     | 19. Jahrhundert                |            |
| Anwesen                                   | Anwesen                                   | Kämmerzeller Straße 10 LageFlur: 11, Flurstück: 27/2               |                                                                     | 1759                           |            |
| Bild gesucht BW                           | Fachwerkwohnhaus                          | Kämmerzeller Straße 11 LageFlur: 11, Flurstück: 65/1               |                                                                     | 18. Jahrhundert                |            |
| Bild gesucht BW                           | Fachwerkwohnhaus                          | Kämmerzeller Straße 13 LageFlur: 11, Flurstück: 66/1               |                                                                     | um 1900                        |            |
| weitere Bilder                            | Katholische Pfarrkirche St. Godehard      | Kämmerzeller Straße 17 LageFlur: 11, Flurstück: 73/1               |                                                                     | 1802-1804                      |            |
| Direkt Bild zu diesem Denkmal hochladen   | Herz-Jesu-Statue                          | Kämmerzeller Straße Flur: 11, Flurstück: 1/1                       |                                                                     | um 1900                        |            |
| Bild gesucht BW                           | Fluraltar                                 | Kämmerzeller Straße LageFlur: 3, Flurstück: 35                     |                                                                     | 1779                           |            |
| Bild gesucht BW                           | Bildstock                                 | Lupinenweg LageFlur: 9, Flurstück: 35                              |                                                                     | 1704                           |            |
| Bild gesucht BW                           | Hofanlage                                 | Maidornstraße 3 LageFlur: 5, Flurstück: 11/11, 11/13               |                                                                     | 1704                           |            |
| Bild gesucht BW                           | Friedhofskreuz                            | Rochusberg, Friedberg LageFlur: 3, Flurstück: 2/4                  |                                                                     | 1833                           |            |
| Wallfahrtskapelle St. Rochus              | Wallfahrtskapelle St. Rochus              | Rochusberg LageFlur: 3, Flurstück: 4                               |                                                                     | 1877                           |            |
| Bild gesucht BW                           | Grenzsteine                               | oberer Höllgrund, nördlich von Kämmerzell LageFlur: 20, Flurstück: |                                                                     |                                |            |
| Bild gesucht BW                           | Bildstock                                 | LageFlur: 20, Flurstück:                                           |                                                                     | 1838                           |            |